# وارنتن (جورجیا)
وارنتن، جورجیا (به انگلیسی: Warrenton, Georgia) یک شهر در ایالات متحده آمریکا با جمعیت ۲٬۰۱۳ نفر است که در جورجیا واقع شده‌است.

## موقعیت جغرافیایی
موقعیت جغرافیایی شهرها و مناطق اطراف به شرح زیر است: